# Булюбаш Євген Григорович
Євген Григорович Булюбаш (1 вересня 1873 року, Полтава - 2 жовтня 1967 року, Мартінсберг, Західна Вірджинія, США) - генерал-майор, учасник Першої світової війни і Білого руху, військовий викладач.

## Біографія

### Походження і навчання
Народився 1 вересня 1873 в Полтаві у дворянській родині. 
Вступив у Володимирський Київський кадетський корпус, який закінчив в 1892 році. 
З 1 вересня 1892 року вступив на військову службу. У 1894 році закінчив Павлівське військове училище. 8 серпня 1894 року випустився підпоручиком в лейб-гвардії Санкт-Петербурзького полку. У 1898 році підвищений до поручика. 
Закінчив у 1900 році Миколаївську академію Генштабу (по 2-му класу 2-го розряду). 

### Рання кар'єра
У 1902 році отримав звання штабс-капітана. 
З 1904 року командував ротою Павловського військового училища.
У 1906 році - капітан. 
У 1912 році - полковник  .

### Перша світова війна
Напередодні Першої світової війни служив в 170-му піхотному Молодечненському полку, з яким і пішов на фронт. Учасник Східно-Прусської операції, 14 серпня 1914 року під час виконання обов'язків парламентера потрапив під обстріл в районі укріплення Летцен і отримав важке поранення. 
З жовтня 1915 року - викладач Павловського військового училища, командир батальйону училища (не раніше ніж до 1916 року). 
У 1917 році знову на фронті, як командир П'ятигорського 151-го піхотного полку  .

### Учасник Білого руху
У Добровольчої армії з 3 грудня 1917 року. Начальник гарнізону міста Новочеркаська. Учасник "Крижаного походу", в якому командував 1-м (офіцерським) батальйоном Корнилівського полку. 
З грудня 1918 року - в складі Донський армії. Командир 1-го Донського пластунського батальйону (потім розширеного до полку). В кінці 1918 року після повторного важкого поранення остаточно залишив військові дії. Переведений командуванням в тил на посаду викладача Кубанського Олексіївського військового училища. 
У 1920 році в Криму, звідки в листопаді евакуйований з частинами Російської армії в Галліполі.  .

### Еміграція та останні роки
У Галліполі 21 березня 1921 року був переведений в чин генерал-майора за сукупністю бойових заслуг. Після Галліполійського сидіння в 1922 році переїхав до Болгарії. 
З початком Другої світової війни переїхав до Німеччини в місто Мюнхен. У 1950 році емігрував до США. 
Помер в 1967 році в місті Мартінсберг (штат Західна Вірджинія, США ). За заповітом його прах був перенесений в Мюнхен і похований поруч з могилою дружини на кладовищі Вальдфрідгоф  .

## Примітка
1. 1 2 3 4  Булюбаш Євген Григорович (рос.). // grwar.ru — Російська імператорська армія в Першій світовій війні.
2. 1 2 3 4  История Полтавы. Персоналии